# Passaparola (singolo)
Passaparola è un singolo del gruppo musicale rap italiano Isola Posse All Stars, pubblicato nel 1992 dalla Century Vox.
Nello stesso anno il brano venne incluso nella compilation Fondamentale! Vol. 1.

## Il disco
Si tratta del secondo e ultimo progetto musicale del gruppo, che vede entrare nella sua formazione tre nuovi membri: Neffa, Papa Ricky e DJ Gruff. Dopo la pubblicazione del singolo il gruppo si scioglierà, dando origine a due gruppi: da una parte i Sangue Misto (Neffa, Deda e Gruff), con sonorità tendenti verso l'Hardcore rap, e dall'altra i Sud Sound System (Treble, Gopher D e altri nuovi musicisti), con sonorità maggiormente influenzate dal Raggamuffin. Papa Ricky e Speaker Dee Mo' invece intraprenderanno delle carriere soliste.

## Tracce
12" (CVX 010)
- Lato A

1. Passaparola (LP Vocale) – 5:05
2. Passaparola (LP Strumentale) – 5:05

- Lato B

1. Passaparola (Jam Vocale) – 5:05
2. Passaparola (Jam Strumentale) – 5:05

## Formazione
Isola Posse All Stars
- Neffa - rapping
- Deda MC - rapping
- DJ Gruff - rapping, scratch, produzione (tracce 3, 4), mix
- Papa Ricky - rapping
- Dee Mo' - rapping
- Gopher D - rapping

Altri
- DJ General "The R" Amata (aka DJ R) - produzione, mix